# 機械心
《機械心》（法語：Jack et la Mécanique du cœur）是一部基於法國樂隊狄俄尼索斯（Dionysos）的概念专辑及其主音馬蒂亞斯·馬茲歐（Mathias Malzieu）所寫的視覺小說《機械心》（La Mécanique du cœur）改編的動畫電影，而電影的配樂工作亦由狄俄尼索斯負責。
原法語版在2013年10月上映，而英語、德語、芬蘭語和西班牙語版本亦在2014年上映。

## 劇情
1874年一個有史以來最冷的日子，傑克在英國蘇格蘭愛丁堡一間山上小屋出生。由於極度寒冷的天氣，他出生的時候心臟便停止跳動。助理接生員马德琳便將他的心臟以一個脆弱，但仍可運作的咕咕鐘取代。她之後向傑克提醒避免他早逝的三項規則：不得玩弄咕咕鐘、不得發脾氣、不得墮入愛河。傑克的母親認為由马德琳照顧比自己照顧好，決定將傑克遺棄。無力供養自己子女的马德琳，陪伴傑克長大並視傑克如己出。
在傑克十歲生日當天，马德琳在首次帶他進入小鎮前重複三項規則。他對鎮上的新事物感到興奮。此時，他在鎮上遇見阿加西亞小姐，並對她痴情。在言談之下忍不住接吻，導致脆弱的咕咕鐘心臟不勝負荷而暈倒，被马德琳送回家以修理心臟。
當傑克醒來時，安娜、露娜和阿瑟都在他床邊。马德琳將三項規則釘在床邊。傑克為求見到阿加西亞小姐，便央求馬德琳允許他上學，並獲她答應。在上學時，他又遇見同樣喜歡阿加西亞小姐的土霸喬，之後他持續四年欺負傑克。在一次欺負中，傑克的咕咕鐘不慎刺到喬的眼睛。傑克回到家中並說他殺了喬，馬德琳於是協助他逃亡。
傑克只想再次見到阿加西亞小姐，最終遇見魔術師喬治·梅里愛。喬治在傑克尋找阿加西亞小姐途中協助他修理咕咕鐘。他們最終到達西班牙安達盧西亞尋找阿加西亞小姐。
在悠長旅程之後，他們到達安達盧西亞。傑克找到阿加西亞小姐，但喬治建議他隱藏自己的身份。他想成為阿加西亞小姐的女朋友，並避免愚蠢地表達他的想法。她提示著她的心屬於一個在過去遇見過的人。傑克最後找到方法揭露自己的身份，並給阿加西亞小姐可令他的咕咕鐘心臟重新運作的鑰匙。
不久之後，傑克以前的土霸同學喬出現。他期待著懲罰傑克的機會，他於是向阿加西亞小姐述說三項規則以圖破壞傑克和她之間的關係。阿加西亞小姐和喬談判後，決定不冒傑克死亡的危險允許他墮入愛河。她拒絕了傑克，並和喬在一起。
阿加西亞小姐最終醒覺她手持著傑克生存的鑰匙，於是回頭找他。她很快找到傑克已離開在愛丁堡的家，於是跟隨他。她知道她只有很少時間陪伴他。傑克丟掉鑰匙，並叫阿加西亞小姐吻他。他與阿加西亞小姐接吻後不久，在時間停頓之時死去。

## 演員
- 奧利維亞·魯伊斯（Olivia Ruiz）聲演阿加西亞小姐
- 格蘭·科普斯·馬拉德（Grand Corps Malade）聲演喬
- 馬蒂亞斯·馬茲歐（Mathias Malzieu）聲演傑克
- 玛丽·文森特（Marie Vincent）聲演马德琳（對白）
- 艾米莉·萊梭（Emily Loizeau）聲演马德琳（歌唱）
- 罗西·帕尔马（Rossy de Palma）聲演露娜
- 阿瑟·伊热兰（Arthur Higelin）聲演阿瑟
- 让·罗什福尔（Jean Rochefort）聲演喬治·梅里愛
- 伊丽莎白·迈斯特（Élisabet Maistre）聲演安娜和雙頭女子
- 布魯諾·卡里楚里（Bruno Caliciuri）聲演哭的男人和吹小號的人
- 丹尼爾·高樂（Danièle Graule）聲演布里吉特·海姆
- 阿蘭·巴松（Alain Bashung）聲演开膛手杰克
- 門·戴利（Moon Dailly）聲演小金发女孩
- 卡萊·雷諾（Chloé Renaud）聲演年轻的妈妈

## 製作
《機械心》的導演包括曾為狄俄尼索斯執導音樂影片的斯特凡·貝拉（Stéphane Berla）和馬蒂亞斯·馬茲歐（Mathias Malzieu）擔任導演。電影原定2012年10月17日在法國上映，但因不明原因押後至2013年10月。其後證實因法國動畫公司杜蘭杜波（Duran Duboi）的破產導致延遲上映。

## 評價
在爛番茄中，它贏得百分之七十的「確認新鮮」評價，有百分之六十四的觀眾喜歡這部電影。在Metacritic的評級則處中等水平，在100分中取得56分。

## 參展和提名
- 2014年热拉梅国际幻想电影节參展電影
- 第40屆凱薩獎—最佳动画片提名

## 外部連結
- 互联网电影数据库（IMDb）上《機械心》的资料（英文）
- 大卡通資料庫上《機械心》的資料（英文）

- 法國Allociné網站有關《機械心》的資料 （页面存档备份，存于）